# L'Épine (Vendée)
L'Épine és un municipi francès situat al departament de Vendée i a la regió de País del Loira. L'any 2007 tenia 1.707 habitants.

## Demografia

### Població
El 2007 la població de fet de L'Épine era de 1.707 persones. Hi havia 776 famílies de les quals 256 eren unipersonals (108 homes vivint sols i 148 dones vivint soles), 316 parelles sense fills, 176 parelles amb fills i 28 famílies monoparentals amb fills.
La població ha evolucionat segons el següent gràfic:
Habitants censats

### Habitatges
El 2007 hi havia 2.024 habitatges, 797 eren l'habitatge principal de la família, 1.187 eren segones residències i 40 estaven desocupats. 1.974 eren cases i 48 eren apartaments. Dels 797 habitatges principals, 609 estaven ocupats pels seus propietaris, 160 estaven llogats i ocupats pels llogaters i 28 estaven cedits a títol gratuït; 14 tenien una cambra, 51 en tenien dues, 237 en tenien tres, 239 en tenien quatre i 257 en tenien cinc o més. 669 habitatges disposaven pel capbaix d'una plaça de pàrquing. A 392 habitatges hi havia un automòbil i a 278 n'hi havia dos o més.

### Piràmide de població
La piràmide de població per edats i sexe el 2009 era:
| Homes | Edats   | Dones |
| ----- | ------- | ----- |
| 0     | 95 o +  | 0     |
| 0     | 90 a 94 | 12    |
| 12    | 85 a 89 | 4     |
| 16    | 80 a 84 | 24    |
| 60    | 75 a 79 | 56    |
| 52    | 70 a 74 | 80    |
| 48    | 65 a 69 | 56    |
| 80    | 60 a 64 | 68    |
| 60    | 55 a 59 | 68    |
| 44    | 50 a 54 | 52    |
| 28    | 45 a 49 | 52    |
| 44    | 40 a 44 | 32    |
| 64    | 35 a 39 | 52    |
| 52    | 30 a 34 | 84    |
| 56    | 25 a 29 | 44    |
| 48    | 20 a 24 | 40    |
| 24    | 15 a 19 | 28    |
| 40    | 10 a 14 | 52    |
| 60    | 5 a 9   | 28    |
| 40    | 0 a 4   | 28    |

## Economia
El 2007 la població en edat de treballar era de 1.003 persones, 688 eren actives i 315 eren inactives. De les 688 persones actives 630 estaven ocupades (339 homes i 291 dones) i 58 estaven aturades (26 homes i 32 dones). De les 315 persones inactives 153 estaven jubilades, 43 estaven estudiant i 119 estaven classificades com a «altres inactius».

### Ingressos
El 2009 a L'Épine hi havia 837 unitats fiscals que integraven 1.756,5 persones, la mediana anual d'ingressos fiscals per persona era de 16.478 €.

### Activitats econòmiques
Dels 115 establiments que hi havia el 2007, 39 eren d'empreses extractives, 3 d'empreses alimentàries, 4 d'empreses de fabricació d'altres productes industrials, 9 d'empreses de construcció, 13 d'empreses de comerç i reparació d'automòbils, 2 d'empreses de transport, 11 d'empreses d'hostatgeria i restauració, 3 d'empreses d'informació i comunicació, 2 d'empreses financeres, 5 d'empreses immobiliàries, 7 d'empreses de serveis, 9 d'entitats de l'administració pública i 8 d'empreses classificades com a «altres activitats de serveis».
Dels 25 establiments de servei als particulars que hi havia el 2009, 1 era una oficina de correu, 1 una oficina bancària, 2 tallers de reparació d'automòbils i de material agrícola, 1 autoescola, 3 paletes, 3 guixaires pintors, 2 fusteries, 1 lampisteria, 2 perruqueries, 5 restaurants, 3 agències immobiliàries i 1 saló de bellesa.
Dels 10 establiments comercials que hi havia el 2009, 1 era un hipermercat, 1 una botiga de menys de 120 m², 2 fleques, 2 peixateries, 1 una llibreria, 1 una botiga d'electrodomèstics i 2 botigues de material esportiu.

## Equipaments sanitaris i escolars
L'únic equipament sanitari que hi havia el 2009 era una farmàcia.
El 2009 hi havia 2 escoles elementals.

## Poblacions més properes
El següent diagrama mostra les poblacions més properes.